# Lapas grelhadas

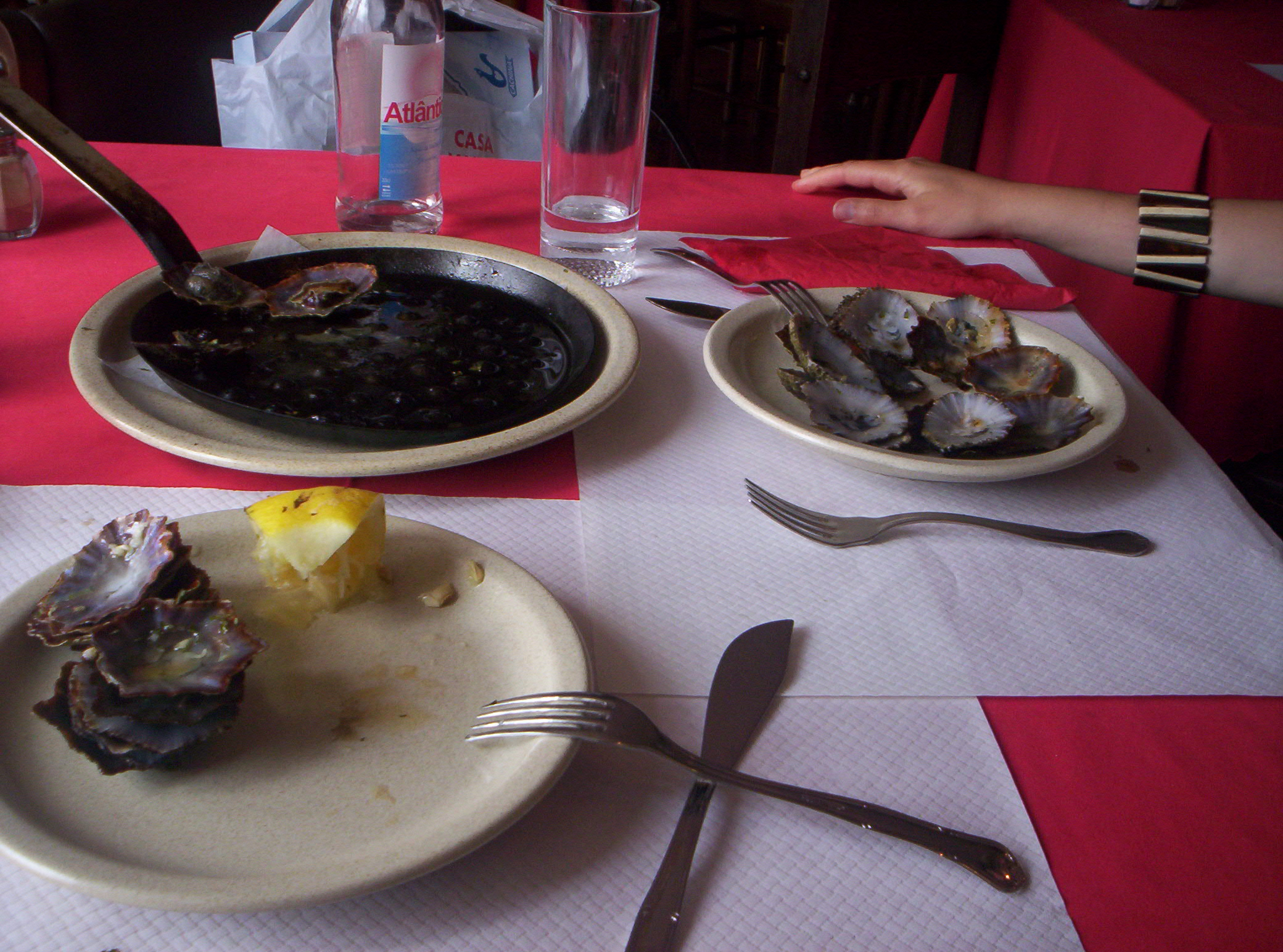
Lapas grelhadas, nos Açores.

Lapas grelhadas são um manjar típico da culinária dos arquipélagos dos Açores e da Madeira, consistindo em lapas temperadas e grelhadas na própria concha. São normalmente consumidas como entrada. A sua confecção é realizada numa grelha, onde são apresentadas as lapas, quando o prato é servido ainda quente. Nos Açores, a massa de pimentão, o alho e a manteiga constituem os principais elementos do tempero.